# VN-Bufferzone

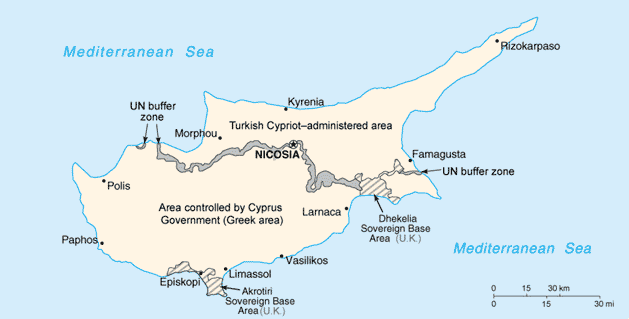
Kaart van Cyprus met in grijs de VN-Bufferzone

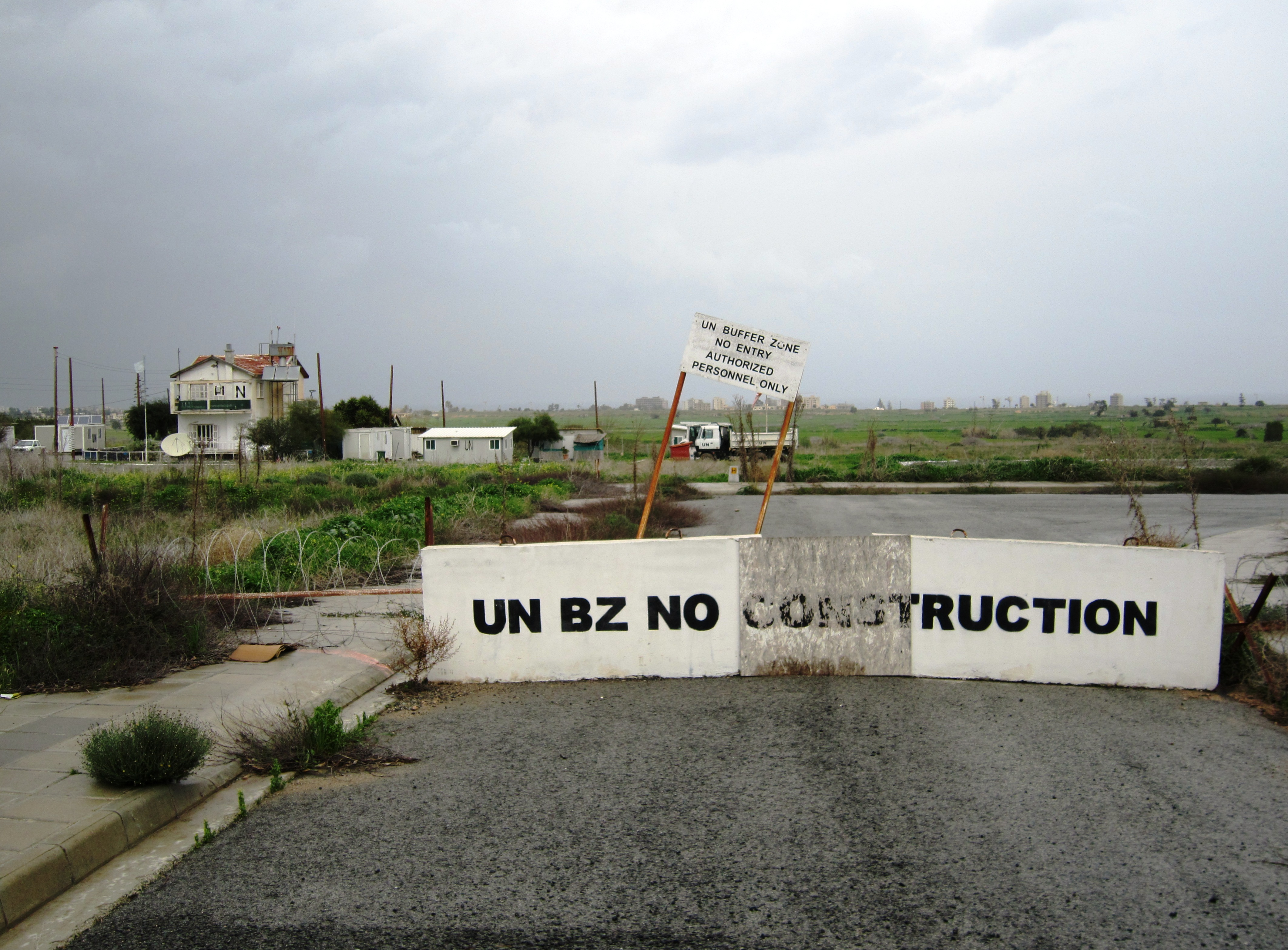
Bufferzone

De VN-Bufferzone is een grensbarrière op het eiland Cyprus met een lengte van meer dan 180,5 kilometer, ook wel bekend als de Groene Lijn en met een oppervlakte van 346 vierkante kilometer.
De term Groene Lijn verwijst naar de staakt-het-vurenlijn, die het eiland verdeelt en dwars door de hoofdstad Nicosia loopt. In deze bufferzone ligt het dorp Pyla, dat zowel door Turks-Cyprioten als Grieks-Cyprioten wordt bewoond. In het oosten is de Bufferzone onderbroken door de Britse Sovereign Base Area Dhekelia.
In de Bufferzone zijn diverse mijnenvelden. Op verschillende plekken wordt er door boeren gewoon gewerkt, met toestemming van de VN. Tevens zijn er een aantal kerken van de Cypriotisch-Orthodoxe Kerk in de zone waar af en toe diensten worden gehouden. In deze Bufferzone zijn diverse VN-observatieposten, sommige bemand door VN-militairen van UNFICYP. Aan weerszijden staan Turkse dan wel Griekse posten, bemand door militairen.